# Giuliano Cesarini (1398-1444)
Giuliano Cesarini (Roma, 1398 – Varna, 10 novembre 1444) è stato un cardinale italiano.
Fece parte del gruppo di brillanti cardinali nominati da papa Martino V alla conclusione dello Scisma d'Occidente. Il suo intelletto e la sua diplomazia, fecero di lui un paladino della supremazia del Papa contro i movimenti conciliari e specialmente del Concilio di Basilea. Il vescovo francese Bossuet descrisse Cesarini come il più forte baluardo che i Cattolici potessero opporre ai greci al Concilio di Firenze.

## Biografia

### Gli inizi
Era uno dei cinque fratelli di una famiglia romana appartenente alla minore nobiltà ed educato all'Università degli Studi di Padova, dove si laureò in Diritto romano ed ebbe Domenico Capranica e Nicola Cusano fra i suoi allievi. Quando lo scisma si concluse con il riconoscimento generale di Martino V come legittimo papa, Cesarini ritornò a Roma dove iniziò a collaborare con il cardinale Branda Castiglioni.
La proposta di una grande riforma che denunciasse il Movimento conciliare era diffusa e Cesarini dedicò la sua missione ai principi di salvaguardia dell'unità della Chiesa e la sua riforma dall'interno.
Nel 1419 accompagnò il cardinale Branda nella sua difficile missione in Germania e Boemia, dove gli ussiti erano in aperta ribellione.

### La nomina a cardinale
Nel 1426 Martino V lo nominò cardinale diacono di Sant'Angelo in Pescheria (La nomina ebbe luogo nel corso del concistoro segreto del 24 maggio 1426 e divenne pubblica solo con il concistoro dell'8 novembre 1430) e lo inviò in Germania per predicare una crociata contro gli eccessi della Riforma.
Partecipò nel 1431 al conclave che elesse papa Eugenio IV.

### Il Concilio di Basilea
Cesarini fu nominato presidente del Concilio di Basilea nel quale, con le sue capacità, riuscì a controbattere con successo gli sforzi di papa Eugenio IV di sciogliere il concilio. Durante il concilio (1437) rinunciò all'opposizione, avendo avuto la percezione che si volesse soltanto umiliare il Papa piuttosto che realizzare la riforma. Quando papa Eugenio convocò il Concilio di Ferrara, Cesarini fu a capo della commissione incaricata di discutere con gli ussiti. Nel 1439 il Concilio venne trasferito a Firenze dove Cesarini continuò a giocare una parte preminente nei negoziati con i greci.
Le sue due ben note lettere a papa Pio II che relazionavano il Papa sul concilio di Basilea, sono comprese fra le opere di Pio II.

### Altre nomine
Nel febbraio 1439 fu nominato amministratore apostolico della diocesi di Grosseto e nel dicembre dello stesso anno anche dell'arcidiocesi di Taranto. L'anno successivo lasciò la diaconia di Sant'Angelo in Pescheria ed optò per il titolo di Santa Sabina.
Nel marzo 1444 lasciò il titolo di Santa Sabina per quello di cardinale vescovo di Frascati.

### Legato in Ungheria e morte

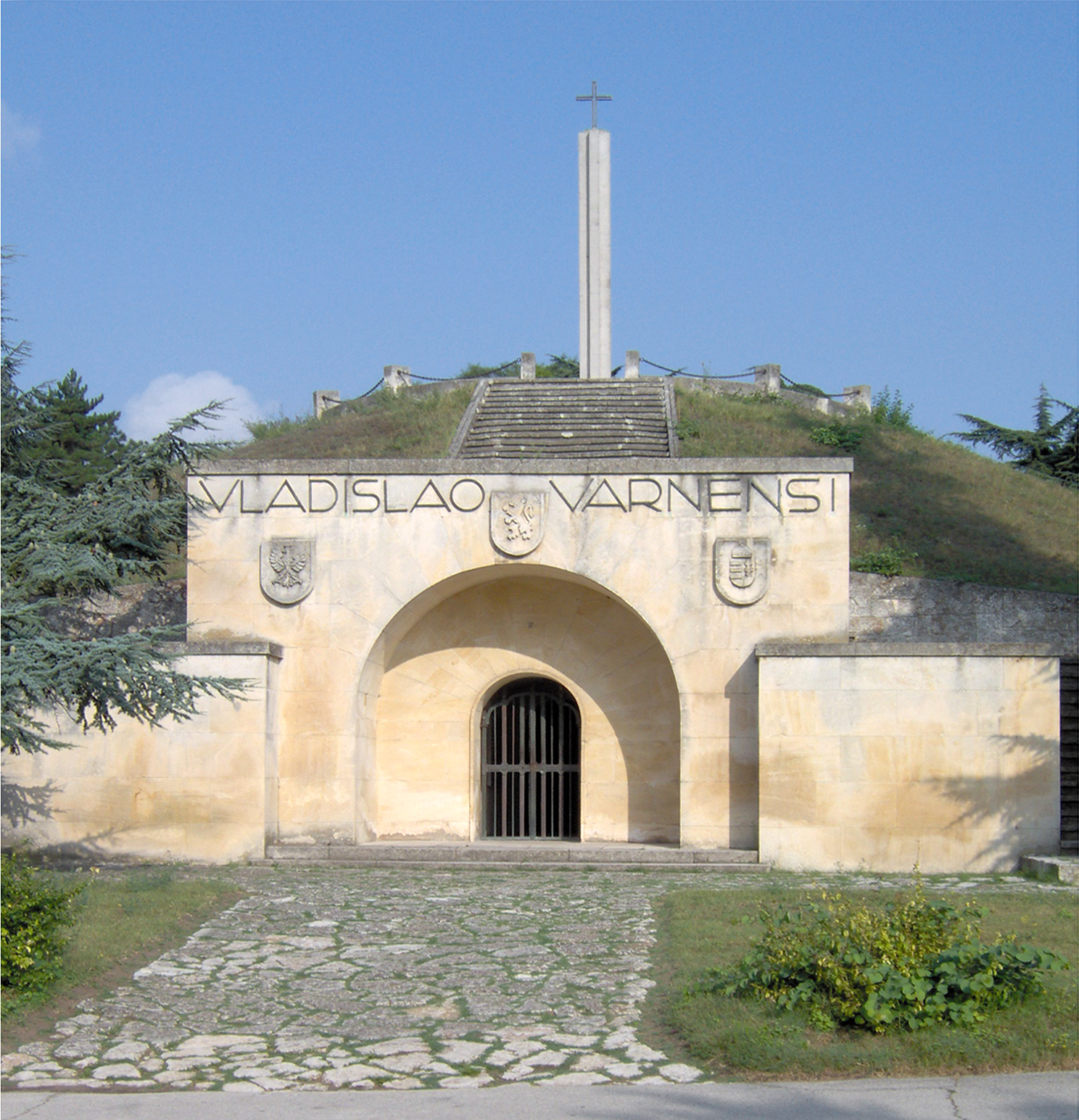
Edificio monumentale eretto in memoria della battaglia di Varna

Alla fine del concilio, Cesarini venne inviato da papa Eugenio IV come legato pontificio in Ungheria (1443) per mediare il contrasto fra Ulászló I, re d'Ungheria e Ladislao il Postumo e per promuovere una crociata nazionale contro i turchi. Giuliano si oppose alla pace proposta da Ulászló I e firmata a Seghedino (15 agosto 1444) con il sultano Murad II e convinse il re d'Ungheria a rompere il trattato e a riprendere la guerra. Questa si concluse nella disastrosa battaglia di Varna (10 novembre 1444), nella quale i cristiani subirono una disfatta e il cardinale Cesarini e re Ulászló I persero la vita.

## Parentela cardinalizia
Fra i membri del suo casato lo seguirono come cardinali anche il pronipote Giuliano Cesarini iuniore, omonimo del prozio, Alessandro Cesarini seniore (morto nel 1542) e Alessandro Cesarini iuniore (1592-1644).

## Ascendenza
|                         |                 |          | Genitori |  |  | Nonni              |  |  | Bisnonni               |  |
|                         |                 |          |          |  |  | Orso de' Montanari |  |  | Giovanni de' Montanari |  |
|                         |                 |          |          |  |  | Orso de' Montanari |  |  | Giovanni de' Montanari |  |
|                         |                 | …        |          |  |  | Orso de' Montanari |  |  |                        |  |
| Andreozzo de' Montanari |                 |          |          |  |  | Orso de' Montanari |  |  |                        |  |
|                         |                 | Leonarda | …        |  |  |                    |  |  |                        |  |
|                         |                 | Leonarda | …        |  |  |                    |  |  |                        |  |
|                         |                 | Leonarda | …        |  |  |                    |  |  |                        |  |
| Giuliano Cesarini       |                 | Leonarda |          |  |  |                    |  |  |                        |  |
|                         | Lorenzo Rustici | …        |          |  |  |                    |  |  |                        |  |
|                         | Lorenzo Rustici | …        |          |  |  |                    |  |  |                        |  |
|                         | Lorenzo Rustici | …        |          |  |  |                    |  |  |                        |  |
| Paolotia Rustici        | Lorenzo Rustici |          |          |  |  |                    |  |  |                        |  |
|                         |                 | …        | …        |  |  |                    |  |  |                        |  |
|                         |                 | …        | …        |  |  |                    |  |  |                        |  |
|                         |                 | …        | …        |  |  |                    |  |  |                        |  |
|                         |                 | …        |          |  |  |                    |  |  |                        |  |